# Napoleon Naruszewicz
Napoleon Naruszewicz (ur. 4 września 1909, zm. 5 września 1992) – pułkownik ludowego Wojska Polskiego.

## Życiorys
Pochodził z rodziny polskiej mieszkającej na Łotwie. Ukończył szkołę podoficerską w 1932, która działała przy 4 pułku piechoty łotewskiej armii w Rydze. Jako robotnik i majster budowlany pracował fizycznie do 1939 w Rzeczycy, Lipawie i Rydze. Członek komunistycznego Związku Młodzieży Łotwy w latach 1938–1939. Wstąpił do Armii Czerwonej jako ochotnik po rozpoczęciu niemieckiej agresji na Związek Radziecki. Przy 1 Samodzielnym Łotewskim pułku piechoty Armii Radzieckiej ukończył w 1942 Oficerską Szkołę Piechoty i został dowódcą plutonu fizylierów.
W ludowym Wojsku Polskim pełnił od 28 maja 1943 służbę na stanowisku zastępcy dowódcy do spraw liniowych, a następnie dowódcy samodzielnej kompanii rusznic przeciwpancernych 1 Dywizji Piechoty. Uczestniczył z kompanią w bitwie pod Lenino i w walkach o wyzwolenie Warszawy. Walczył na Wale Pomorskim i brał udział w operacji berlińskiej dowodząc batalionem w 33 pułku piechoty. 
W końcu 1945 ukończył kurs dowódców pułków i pełnił służbę na stanowiskach: komendant szkoły podoficerskiej, dowódca batalionu, szef sztabu oraz dowódca 12 pułku piechoty. Kierował działaniami pułku w walkach z oddziałami Ukraińskiej Powstańczej Armii.
Podpułkownik Naruszewicz 3 listopada 1948 został wyznaczony na stanowisko dowódcy 5 Saskiej Dywizji Piechoty, które pełnił do 2 lutego 1950, a następnie został zwolniony do rezerwy. Otrzymał w 1973 awans na stopień pułkownika rezerwy.

## Ordery i odznaczenia
- Srebrny Krzyż Orderu Virtuti Militari − 1968[3]
- Krzyż Walecznych – trzykrotnie
- Złoty Krzyż Zasługi
- Srebrny Krzyż Zasługi – dwukrotnie